# La Sala (Sant Mateu de Bages)
La Sala és una masia del municipi de Sant Mateu de Bages (Bages) declarada bé cultural d'interès nacional.

## Descripció

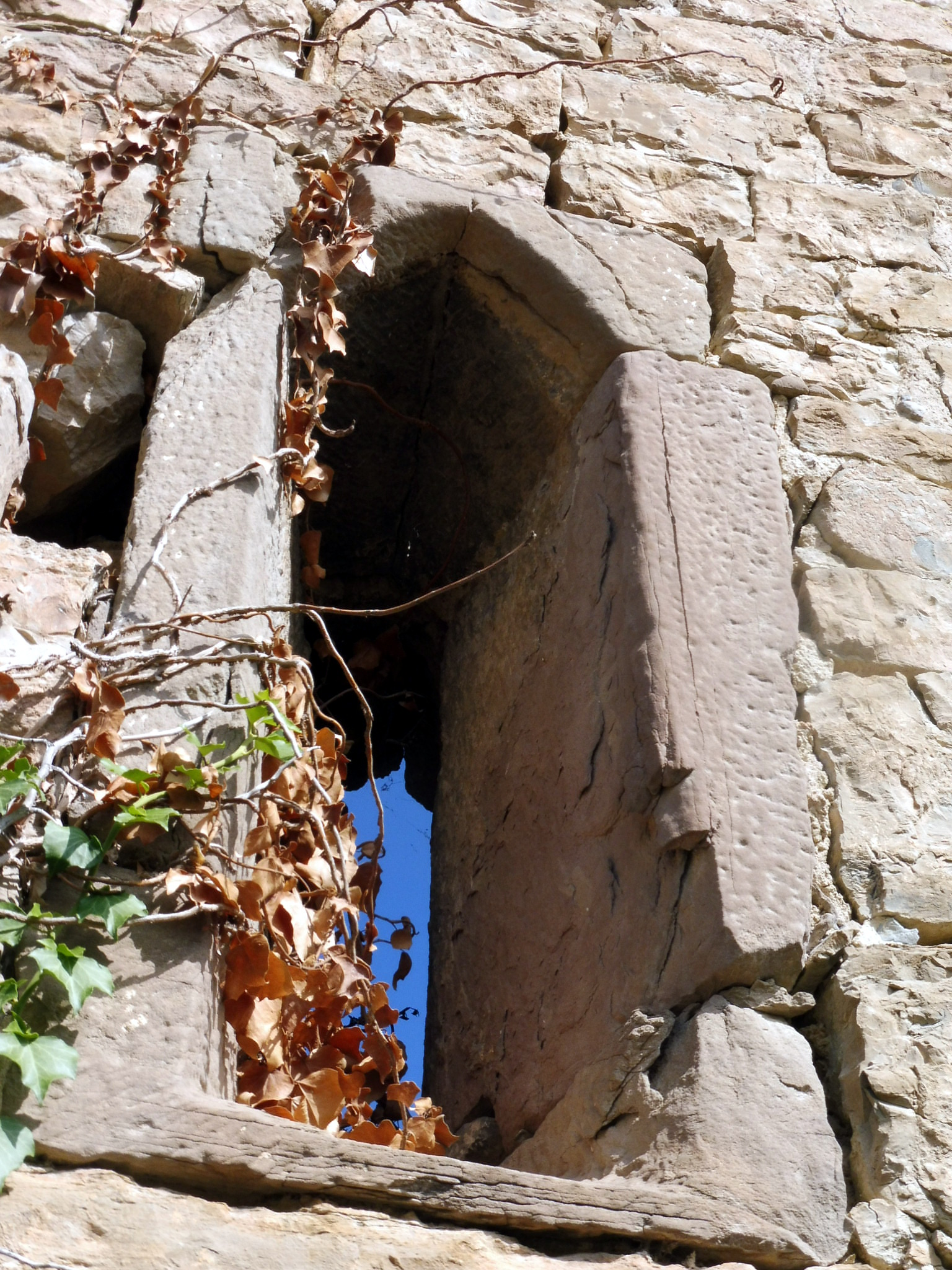
Espitllera

Es tracta d'un casal fortificat situat al vessant est d'un turó, a l'extrem llevantí del terme. És un edifici de planta quadrada amb espitlleres a la part baixa. La porta d'accés, situada en un dels extrems de la façana, és de mig punt adovellada. Les obertures a l'exterior són escasses. El perímetre de la domus, juntament amb l'església de Santa Maria de la Sala, estava tancat mitjançant una muralla.

## Història
Sant Mateu de Bages -municipi que engloba La Sala-fou, durant segles, un domini dels senyors de Boixadors i, en la part religiosa, del bisbat de Vic i deganat de Manresa. El seu actual terme municipal comprèn diversos motius castellers -tals com Coaner, Les Planes, Salo, Meià, Claret i Castell tallat- no pas sempre desenvolupats igualment respecte al procés històric.
Aquesta casa és una antiga domus documentada des del segle xii, la qual no ha perdut la seva fesomia de fortificació malgrat haver funcionat com a masia a partir del segle xvii.